# 司馬隆
司马隆（3世纪—276年），西晋宗室，司马懿三弟安平献王司马孚之孙，安平贞世子司马邕次子，司马崇之弟，司馬敦之兄。
司马隆初封平阳亭侯，又作安平亭侯，司马邕、司马崇都在司马孚之前去世，所以司马孚死后，泰始九年（273年）二月癸巳司马隆进封安平王，成为第二代安平王（治所在今河北省冀州市）。司马隆在位四年，咸宁二年（276年）七月癸丑，安平王司马隆去世，谥号穆，无子，国绝。咸宁三年（277年）正月初一丙子朔，安平穆王司马隆弟司马敦为安平王。
| 前任： 祖父司馬孚 | 晋朝安平王 273年－276年 | 繼任： 弟弟司馬敦 |